# 土佐市民病院
土佐市立土佐市民病院（とさしりつとさしみんびょういん）(英名：tosa municipal hospital)は、高知県土佐市の医療機関。高知県災害拠点病院に指定されている。

## 沿革

### 年表
- 1952年(昭和27年)5月15日-高岡地区国民健康保険病院組合立高岡病院として開院
- 1954年(昭和29年)3月31日-町村合併により、高岡町立高岡病院と改称
- 1959年(昭和34年)1月1日-市制施行により土佐市立高岡病院と改称
- 1963年(昭和38年)8月1日-土佐市立土佐市民病院と改称
- 1999年(平成11年)10月1日-開放型病院認可
- 2006年(平成18年)3月31日-臨床研修指定病院指定
- 2008年(平成20年)10月31日-病院全面改築事業全工事完成
- 2009年(平成21年)10月2日-日本医療機能評価機構病院機能評価取得(ver.5.0)
- 2014年(平成26年)-高知県災害拠点病院、高知DMAT指定医療機関[1]に指定

## 保険指定施設
- 保険医療機関（健康保険法・国民健康保険法）
- 救急告示病院
- 労災保険指定医療機関
- 指定自立支援医療機関（更生医療）
- 指定自立支援医療機関（精神通院医療）
- 身体障害者福祉法指定医の配置されている医療機関
- 生活保護法指定医療機関
- 戦傷病者特別援護法指定医療機関
- 原子爆弾被害者一般疾病医療取扱医療機関
- 公害医療機関
- 臨床研修指定病院 (協力型)
- 特定疾患治療研究事業委託医療機関
- DPC対象病院
- 小児慢性特定疾患治療研究事業委託医療機関
- 高知県災害拠点病院
- 高知DMAT指定医療機関

## 診療科
- 内科
- 外科
- 整形外科
- 脳神経外科
- 麻酔科
- 放射線科
- リハビリテーション科
- 眼科
- 泌尿器科
- 皮膚科
- 精神科
- 小児科
- 耳鼻咽喉科
- 婦人科

## その他部門
- 看護科
- 薬剤科(調剤室、製剤室、薬剤管理室)
- 地域医療部(医療相談室、地域医療室、健診室)
- 手術部
- 透析センター
- 臨床検査室
- 栄養室
- 放射線室
- リハビリテーション室
- ME室

## 交通アクセス
- 高知駅または朝倉駅前バス停からとさでん交通「高岡」行き乗車、「土佐市役所前」下車、西南方へ徒歩3分
- 伊野駅から土佐市ドラゴンバスで「土佐市民病院」下車

## 周辺
- 土佐市役所
- 高知県立高岡高等学校
- 高知県土佐警察署
- 土佐市立高岡中学校
- 土佐市消防署